# Nová Pláň
Nová Pláň là một làng thuộc huyện Bruntál, vùng Moravskoslezský, Cộng hòa Séc.